# 圣普昂日
圣普昂日（法語：Saint-Pouange）是法国奥布省的一个市镇，位于该省中南部，属于特鲁瓦区和特鲁瓦香槟都会城市圈公共社区，其市镇面积为10.02平方公里，2022年1月1日时人口数量为1,000人。
圣普昂日是特鲁瓦香槟都会城市圈公共社区的组成部分，位于特鲁瓦市区以南6公里。

## 行政
圣普昂日的邮政编码为10120，INSEE市镇编码为10360。

## 地理

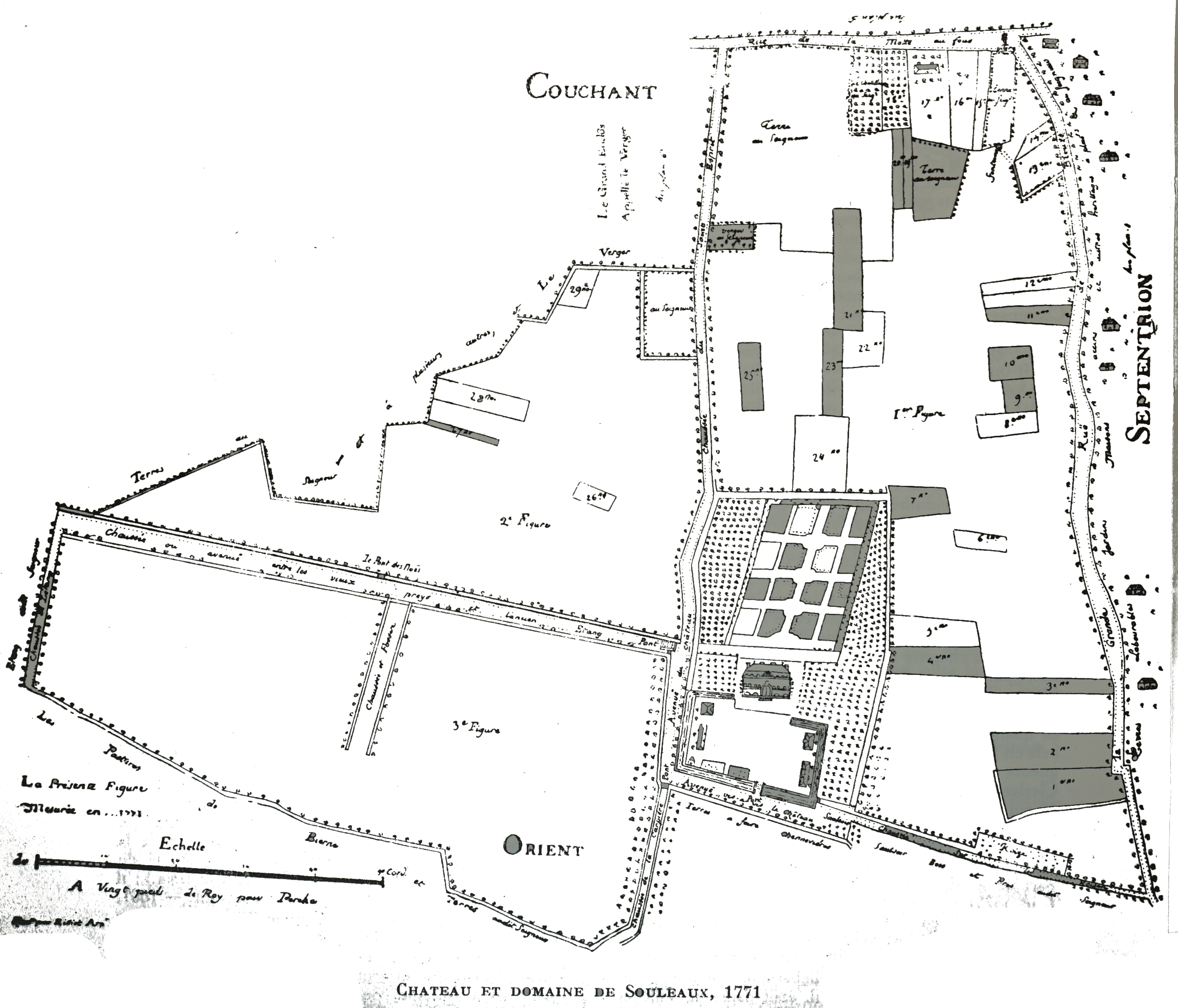
苏洛城堡平面图

圣普昂日（48°13'29"N, 4°2'31"E）位于法国中北部偏东，大东部大区西南部和奥布省中部偏南。
与圣普昂日接壤的市镇包括：布伊、莱讷欧布瓦、穆塞、龙斯奈、圣日耳曼、特鲁瓦附近圣莱热、苏利尼、维勒默勒伊。
圣普昂日属于塞纳河流域，境内地势平坦。
按照柯本气候分类法，圣普昂日属于温带海洋性气候，全年温差较小，降水分布均匀。

## 历史
圣普昂日历史上长期为一普通村落，中世纪末曾建有苏洛城堡（Château de Souleaux），法国大革命期间被毁。
圣普昂日市镇建于1828年2月23日。

## 交通
奥布省省道D72线、D83线和D109线在圣普昂日境内交汇。法国A5高速公路经过境内并设有一个服务区。
连接特鲁瓦和圣弗洛朗坦的城际巴士途径并停靠此地。

## 政治
现任圣普昂日市长为奥利维耶·迪凯努瓦先生（Olivier Duquesnoy）。

## 人口
| 年份   | 1936 | 1946 | 1954 | 1962 | 1968 | 1975 | 1982 | 1990 | 1999 | 2005 | 2010 | 2015 | 2018 |
| ------ | ---- | ---- | ---- | ---- | ---- | ---- | ---- | ---- | ---- | ---- | ---- | ---- | ---- |
| 人口數 | 159  | 182  | 151  | 136  | 207  | 296  | 589  | 778  | 719  | 874  | 906  | 905  | 935  |

## 社会
圣普昂日境内有一所职业高级中学和一处开放式足球场，同时还有多处体育设施。